# Colin Donnell
Colin Donnell (St. Louis, 9 ottobre 1982) è un attore statunitense, noto per aver interpretato Tommy Merlyn in Arrow, Scotty Lockhart in The Affair, il Dottor Connor Rhodes in Chicago Med (2015–2019) e Billy Crocker in Anything Goes. Ha recitato anche in Irreverent e, a Broadway, nel ruolo di Monty in Violet.

## Biografia
Di origini irlandesi, Colin Donnell è nato a St. Louis, Missouri, Stati Uniti. È il più giovane di tre fratelli. Ha suonato la chitarra e preso lezioni di canto quando era ancora diciassettenne. Colin si è laureato nell'università dell'Indiana nel 2005. Ha recitato anche in diversi musical, tra cui Wicked, Anything goes e Follies.

## Carriera
Donnell fece il suo debutto televisivo interpretando Mike Ruskin nella serie Pan Am. Nel 2012, Donnell fu scelto per interpretare Tommy Merlyn nella serie "Arrow", dove fu un membro fisso del cast nella prima stagione e fece apparizioni occasionali nelle stagioni successive, inclusa l'ultima stagione.
A luglio e agosto 2013, Donnell recitò nel ruolo di Berowne nell'adattamento musicale di Pene d'amor perdute di Shakespeare. Apparse anche come marito di Elizabeth Banks nel thriller criminale Ogni cosa è segreta (Every Secret Thing), distribuito il 15 maggio 2015.
Nel 2015, ha recitato nella produzione degli Encores! del New York City Center del musical Lady, Be Good, insieme a Tommy Tune, Erin Mackey e Patti Murin.
A marzo 2015, Donnell ha recitato nel pilot Love Is A Four Letter Word per NBC, interpretando Sean, un partner di un'agenzia pubblicitaria; il progetto non è stato portato a serie. Successivamente, Donnell ha ottenuto un ruolo regolare nella serie NBC Chicago Med, interpretando un medico specializzato in chirurgia traumatologica. Il 19 aprile 2019, fu annunciato che Donnell avrebbe lasciato la serie dopo quattro stagioni come membro fisso del cast.
Nel 2022, Donnell e Patti Murin hanno pubblicato un album congiunto intitolato Something Stupid per Broadway Records. L'album è stato prodotto da Robbie Rozelle e co-prodotto da Yasuhiko Fukuoka, con Luke Williams come arrangiatore e orchestratore. La raccolta comprende una selezione di brani che spaziano dal pop al Broadway fino alle canzoni Disney.
Nel 2024, Donnell è stato scelto per interpretare il ruolo ospite di Brian Lange nella serie televisiva FBI: International della CBS per le ultime due puntate della terza stagione. Nello stesso anno, a novembre, ha recitato nel ruolo del Padre nella produzione degli Encores! al New York City Center di Ragtime, accanto a Joshua Henry, Caissie Levy e Brandon Uranowitz.

## Vita Privata
Donnell ha iniziato a frequentare l'attrice Patti Murin nel 2013 dopo aver recitato in un adattamento musicale di Love's Labor's Lost e si sono fidanzati nel dicembre 2014.
Il 19 giugno 2015 si sono sposati a New York City. Nel luglio 2020, nasce la loro prima figlia Cecily Philips Donnell. Nell'ottobre 2022, hanno annunciato di aspettare il  secondo figlio. Nasce la seconda figlia Lorelai nel 2 aprile 2023.
Donnell è anche un appassionato letterario e un musicista.
Ha due tatuaggi dai suoi viaggi turistici: uno da Memphis e uno da Dayton, che sono cinque sagome di uccelli che rappresentano la sua famiglia, e un Fleur De Lis, perché sua madre è francese.

## Filmografia

### Cinema
- Ogni cosa è segreta (Every Secret Thing), regia di Amy Berg (2014)
- Almost Love, regia di Mike Doyle (2019)

### Televisione
- Pan Am – serie TV, 4 episodi (2011-2012)
- Unforgettable – serie TV, episodio 2x12 (2014)
- Person of Interest – serie TV, episodio 3x17 (2014)
- The Mysteries of Laura – serie TV, 1 episodio (2014)
- Arrow – serie TV, 31 episodi (2012-2020) - Tommy Merlyn
- The Affair – serie TV, 16 episodi (2014-2015)
- Chicago Med – serie TV, 84 episodi (2015-2019)
- Chicago P.D. – serie TV, 4 episodi (2016-2018)
- Chicago Fire – serie TV, 8 episodi (2016-2019)
- FBI: International - serie TV, episodi 3x12-3x13 (2024)

### Doppiatore
- L.A. Noire – videogioco (2011)

## Doppiatori italiani
Nelle versioni in italiano delle opere in cui ha recitato, Colin Donnell è stato doppiato da:
- David Chevalier in Arrow, Chicago Med, Chicago P.D., Chicago Fire, FBI: International
- Paolo Vivio in The Affair
- Riccardo Rossi in Zero Day